# Лючія МакКаллок
Лючія МакКаллок (1873–1955) — американська вчена, ботанік, фітопатолог Міністерства сільського господарства США. Вона займалася вивченням бактерій Agrobacterium та хвороб і шкідників гладіолусів.

## Життєпис
Народилася 26 лютого 1873 року у Цинциннаті. Вона вивчала біологію в Аграрному коледжі Флориди та у 1898 році її призначили завідувачкою бібліотеки коледжу. У 1902 вона отримала ступінь бакалавра. 30 червня 1903 року вона була змушена піти у відставку після того, як новостворений Університет Флориди (на базі Аграрного коледжу Флориди) став закладом тільки для чоловіків. У 1907 році МакКаллок почала працювати вченим асистентом та лаборантом-патологом рослин Бюро рослинництва Департаменту сільського господарства у Вашингтоні.
Померла 10 лютого 1955 року в Орландо.